# Tisovci
Tisovci su naseljeno mjesto u općini Vareš, Federacija Bosne i Hercegovine, BiH.

## Stanovništvo

### 1991.
Nacionalni sastav stanovništva 1991. godine, bio je sljedeći:
ukupno: 153
- Hrvati - 139
- Muslimani - 1
- Srbi - 1
- Jugoslaveni - 12

### 2013.
Nacionalni sastav stanovništva 2013. godine, bio je sljedeći:
ukupno: 41
- Hrvati - 41